# Premio Bob Cousy

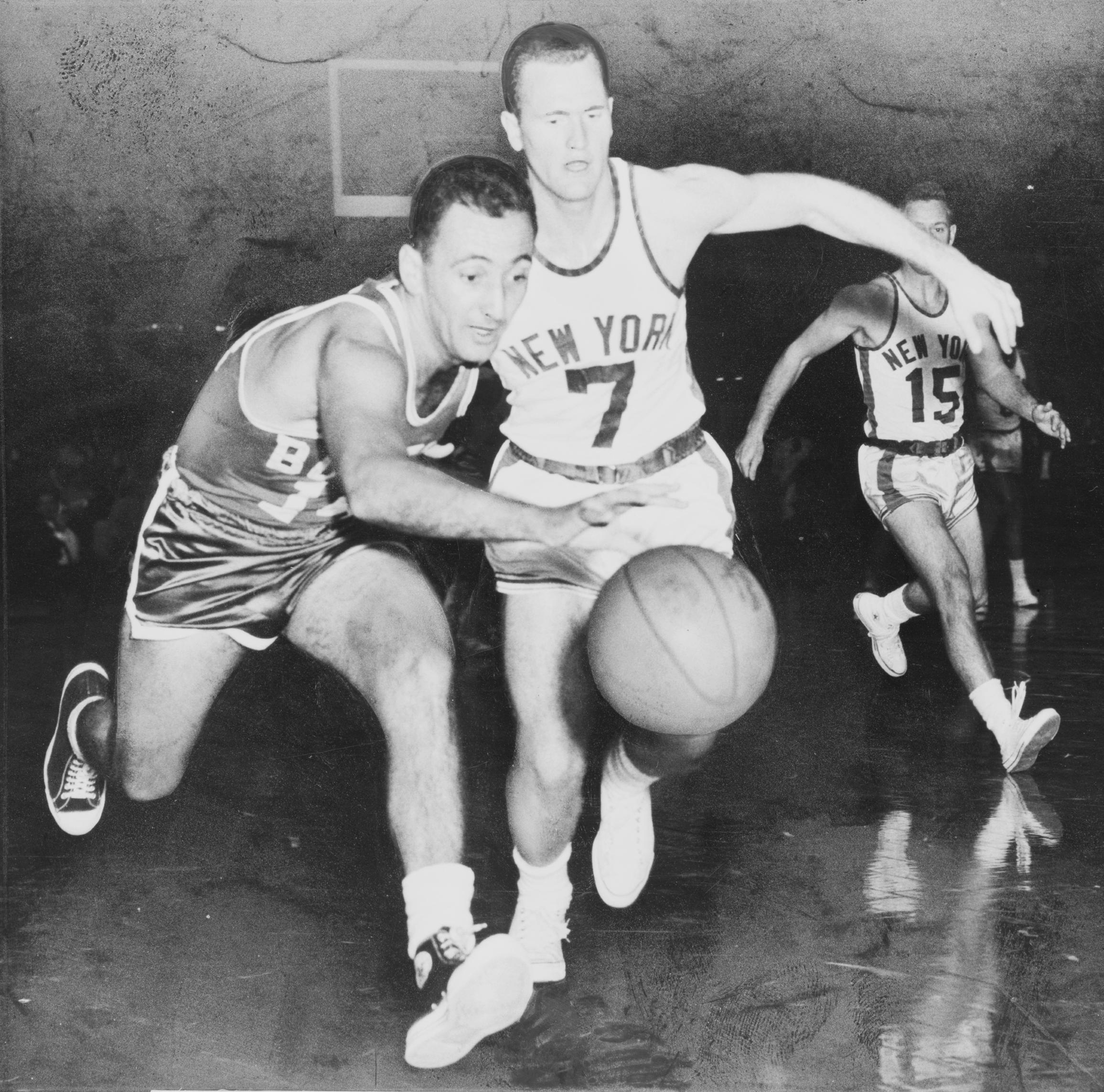
El premio está nombrado en honor a Bob Cousy (izq.).

El Premio Bob Cousy (en inglés, Bob Cousy Award presented by The Hartford o Bob Cousy Collegiate Point Guard of the Year Award) es un premio anual de baloncesto universitario otorgado por el Basketball Hall of Fame al mejor base de la División I de la NCAA. Recibe el nombre en honor al seis veces campeón de la NBA Bob Cousy, base de los Boston Celtics desde 1951 hasta 1963.
Cada año, es nominada una lista de jugadores por entrenadores universitarios, y miembros del College Sports Information Directors of America (CoSIDA) y de la Asociación Nacional de Entrenadores de Baloncesto (NABC, por sus siglas en inglés). Un comité de selección de miembros del CoSIDA revisa las nominaciones, y selecciona 16 jugadores de cada división (12 de la División I de la National Collegiate Athletic Association (NCAA), y dos de la División II y de la III). Un comité de selección designado por el Hall of Fame escoge al ganador. El comité de 30 miembros está compuesto por Hall of Famers, entrenadores, directores de información deportiva, la prensa, y el propio Cousy.
Desde su fundación en 2004, quince jugadores han ganado el premio. El primer ganador fue Jameer Nelson de Saint Joseph's. El venezolano Greivis Vasquez, de Maryland se convirtió en el primer jugador nacido fuera de los Estados Unidos en lograrlo.

## Criterios de selección
- Reconocer la importancia vital del puesto en el equipo para el éxito del colectivo.
- Crear la oportunidad para maximizar el potencial colectivo del equipo.
- Liderar y dirigir a un equipo exitoso.
- Reconocer las bases del baloncesto: pase, dribling y creación de juego ofensivo.
- Conseguir un logro en equipo.[3]

## Ganadores

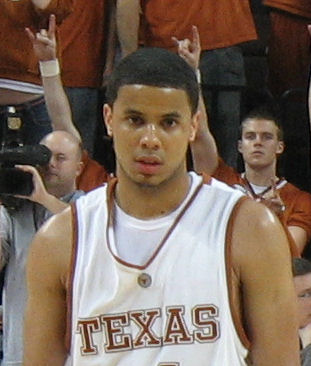
El jugador de Texas D. J. Augustin fue primer sophomore en conseguir el galardón.

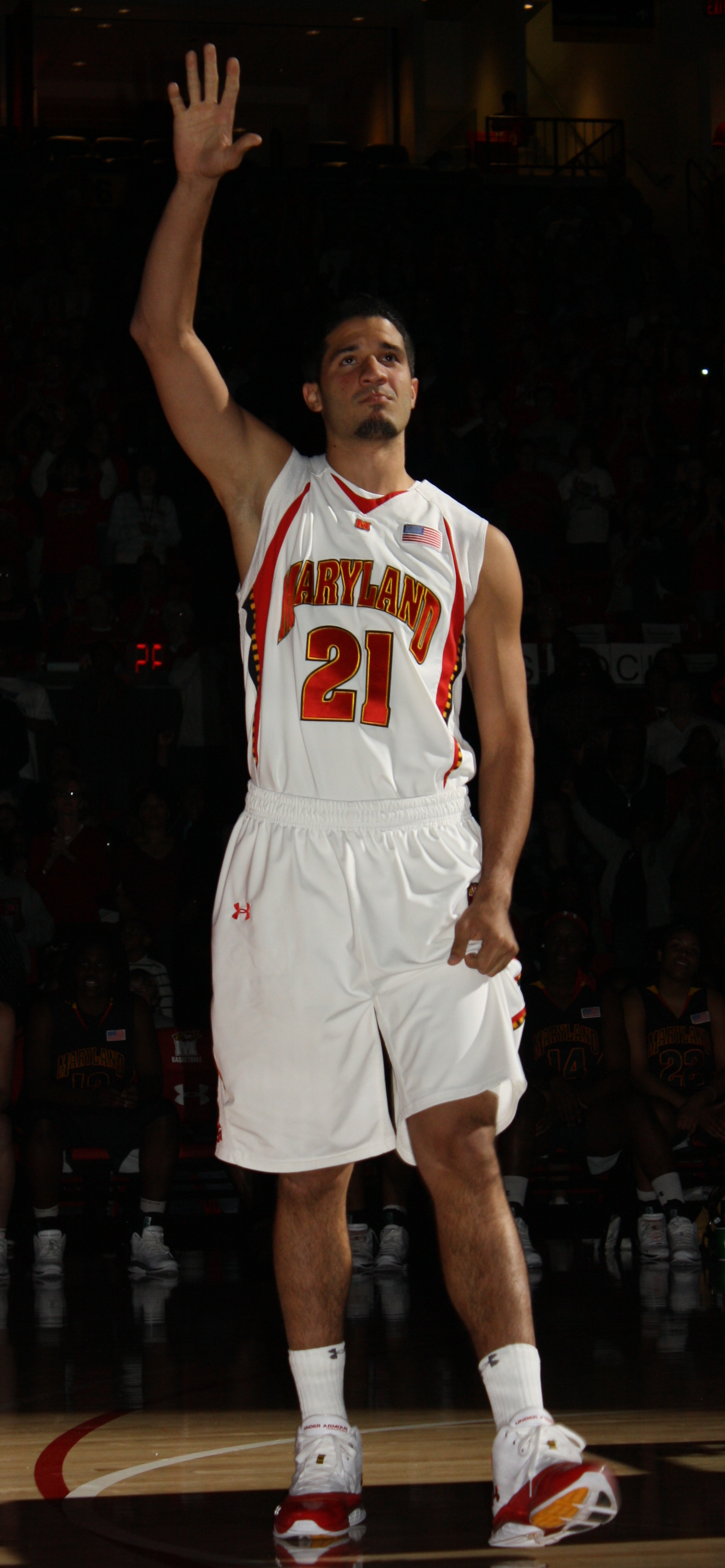
Greivis Vasquez de Maryland ganó en 2010.

| *           | Consiguió ser Jugador del Año a nivel nacional: el Naismith College Player of the Year o el John R. Wooden Award |
| Jugador (X) | Denota el número de veces que ha logrado el Bob Cousy Award                                                      |

| Temporada | Jugador          | Universidad    | Curso     |
| --------- | ---------------- | -------------- | --------- |
| 2003–04   | Jameer Nelson*   | Saint Joseph's | Senior    |
| 2004–05   | Raymond Felton   | North Carolina | Junior    |
| 2005–06   | Dee Brown        | Illinois       | Senior    |
| 2006–07   | Acie Law         | Texas A&M      | Senior    |
| 2007–08   | D. J. Augustin   | Texas          | Sophomore |
| 2008–09   | Ty Lawson        | North Carolina | Junior    |
| 2009–10   | Greivis Vasquez  | Maryland       | Senior    |
| 2010–11   | Kemba Walker     | Connecticut    | Junior    |
| 2011–12   | Kendall Marshall | North Carolina | Sophomore |
| 2012–13   | Trey Burke*      | Michigan       | Sophomore |
| 2013–14   | Shabazz Napier   | Connecticut    | Senior    |
| 2014–15   | Delon Wright     | Utah           | Senior    |
| 2015–16   | Tyler Ulis       | Kentucky       | Sophomore |
| 2016–17   | Frank Mason III* | Kansas         | Senior    |
| 2017–18   | Jalen Brunson*   | Villanova      | Junior    |
| 2018–19   | Ja Morant        | Murray State   | Sophomore |
| 2019–20   | Payton Pritchard | Oregon         | Senior    |
| 2020–21   | Ayo Dosunmu      | Illinois       | Junior    |
| 2021–22   | Collin Gillespie | Villanova      | Graduado  |
| 2022–23   | Markquis Nowell  | Kansas State   | Graduado  |
| 2023–24   | Tristen Newton   | UConn          | Graduado  |
| 2024–25   | Braden Smith     | Purdue         | Junior    |

## Ganadores por universidad
| Universidad    | Galardones | Años             |
| -------------- | ---------- | ---------------- |
| North Carolina | 3          | 2005, 2009, 2012 |
| Connecticut    | 3          | 2011, 2014, 2024 |
| Illinois       | 2          | 2006, 2021       |
| Villanova      | 2          | 2018, 2022       |
| Kansas         | 1          | 2017             |
| Kansas State   | 1          | 2023             |
| Kentucky       | 1          | 2016             |
| Maryland       | 1          | 2010             |
| Michigan       | 1          | 2013             |
| Murray State   | 1          | 2019             |
| Oregon         | 1          | 2020             |
| Purdue         | 1          | 2025             |
| Saint Joseph's | 1          | 2004             |
| Texas          | 1          | 2008             |
| Texas A&M      | 1          | 2007             |
| Utah           | 1          | 2015             |